# Atyidae
Atyidae – rodzina krewetek z rzędu dziesięcionogów, jedyna rodzina w monotypowej nadrodzinie Atyoidea.

## Zasięg występowania
Caridina multidentata pochodzi z Japonii. Odmianę krewetki Neocaridina davidi 'Fire Red' wyhodowano na Tajwanie. Inne pochodzą np. z Hongkongu i południowych Chin.

## Klasyfikacja
Niektóre rodzaje zaliczane do tej rodziny:
- Caridina
- Atya
- Atyopsis
- Atyoida
- Atyella
- Atyaephyra
- Neocaridina
- Caridella

## Galeria

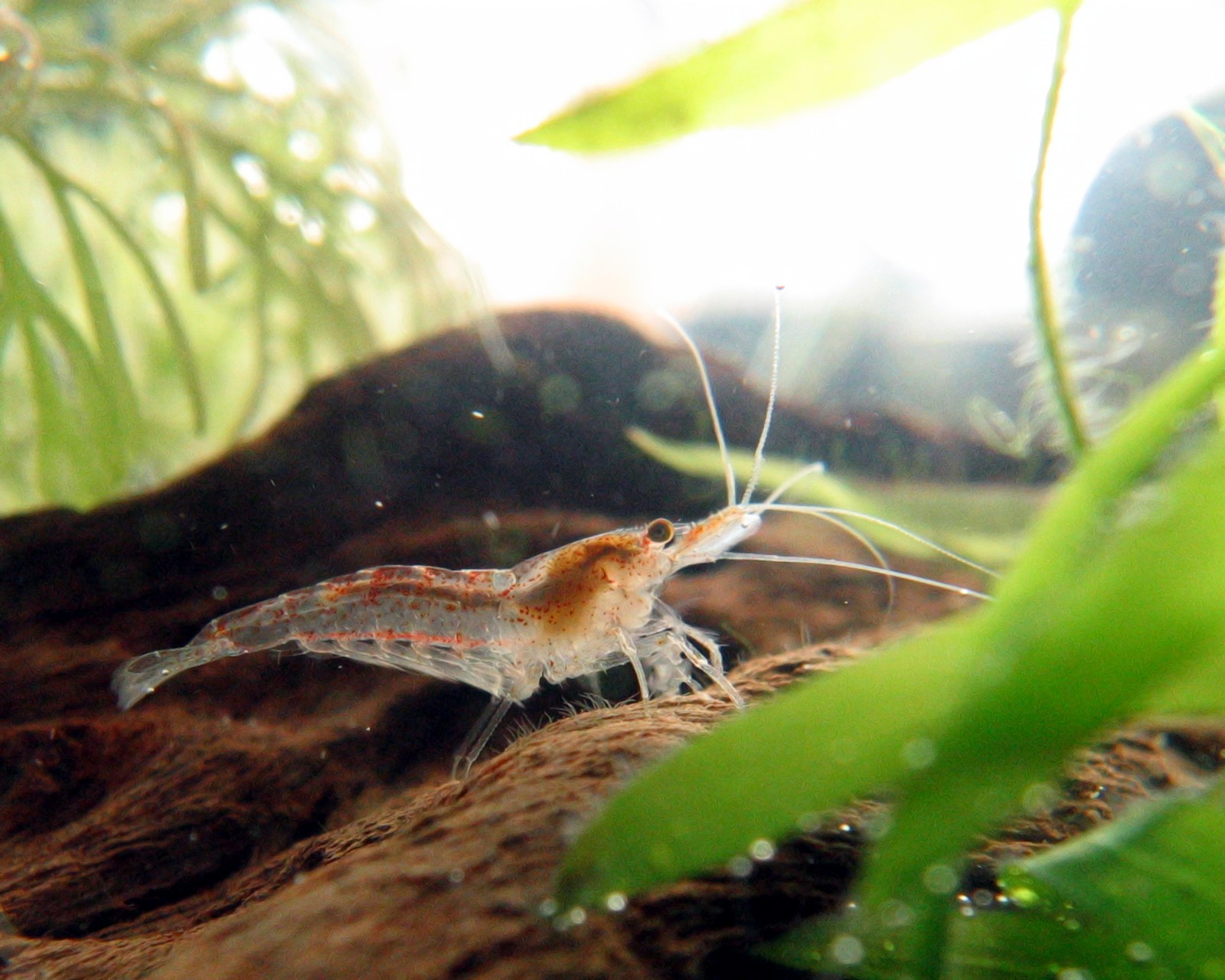
Neocaridina davidi
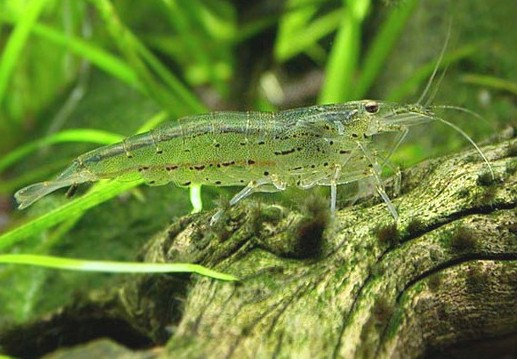
krewetka amano
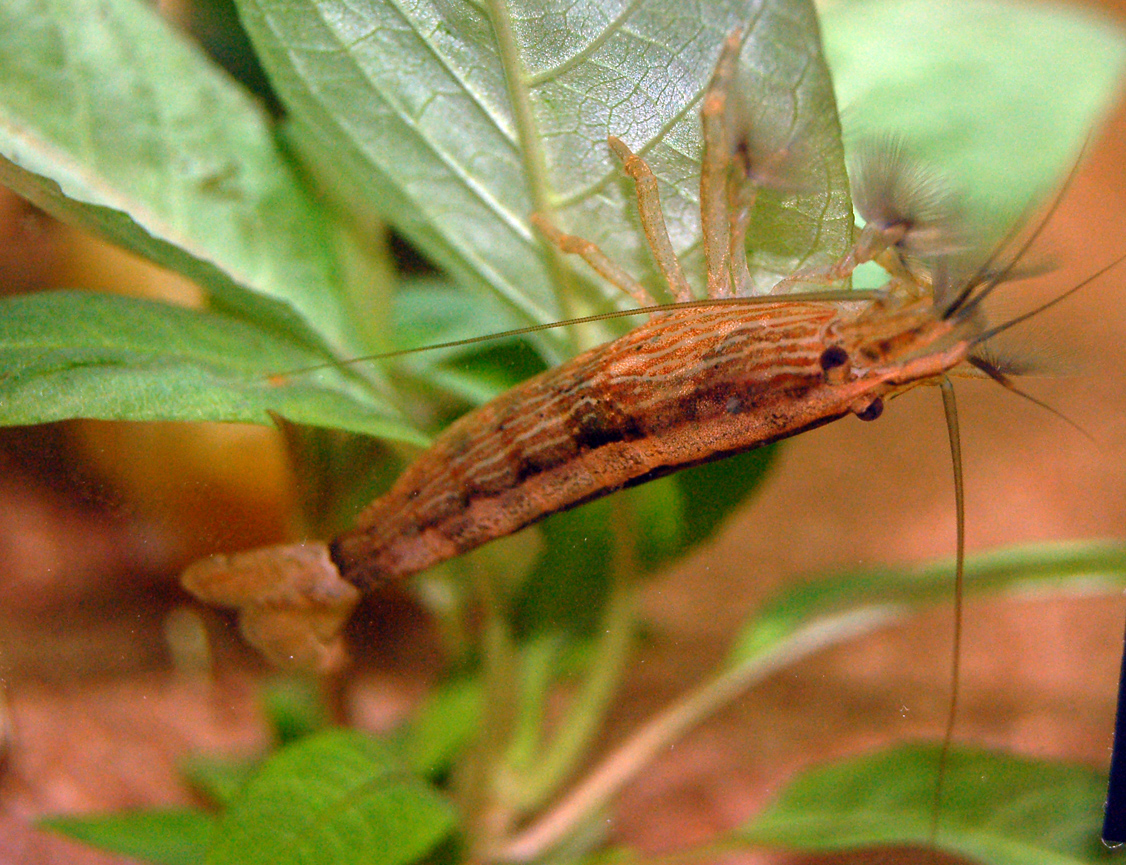
krewetka filtrująca
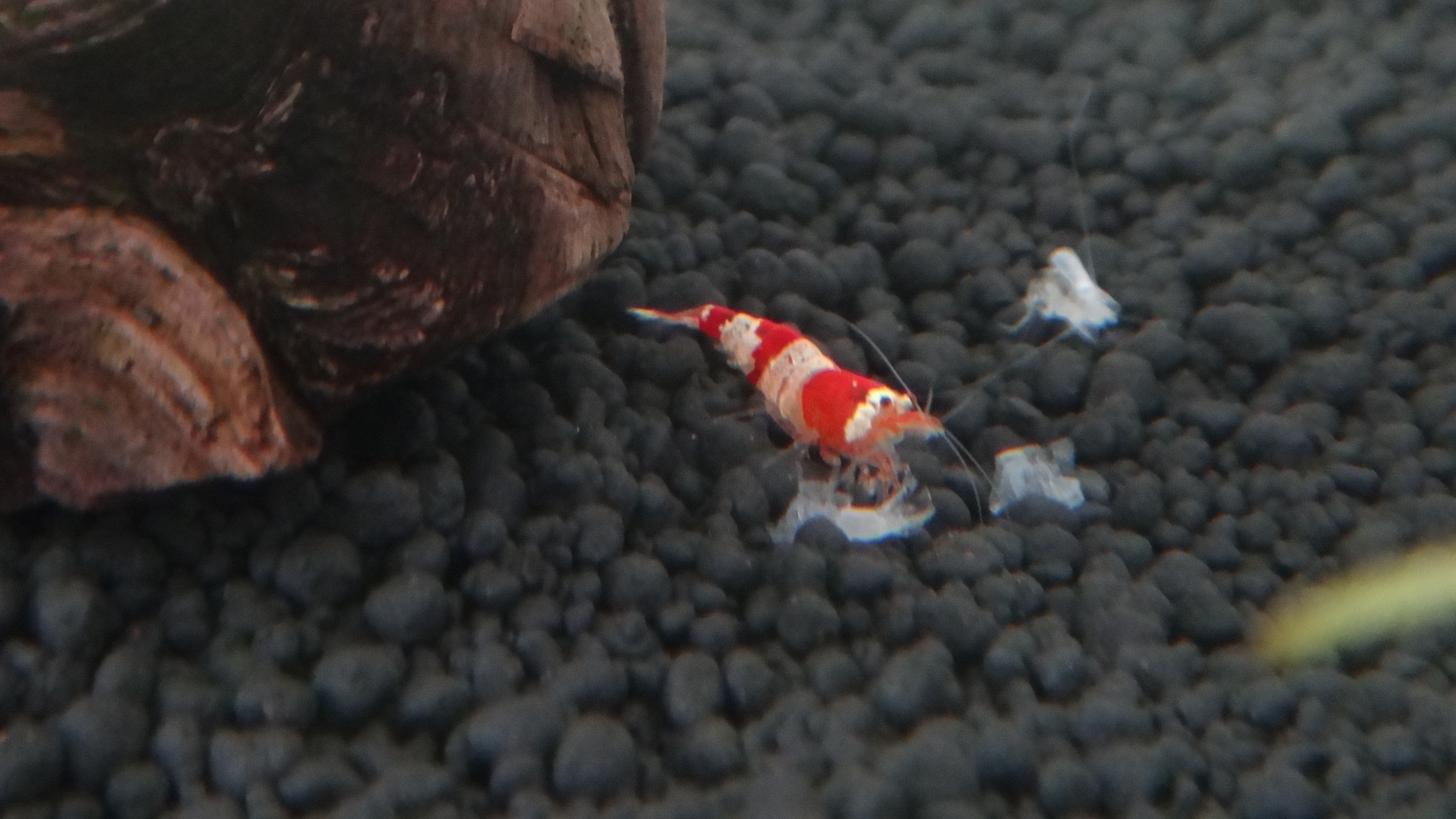
crystal red
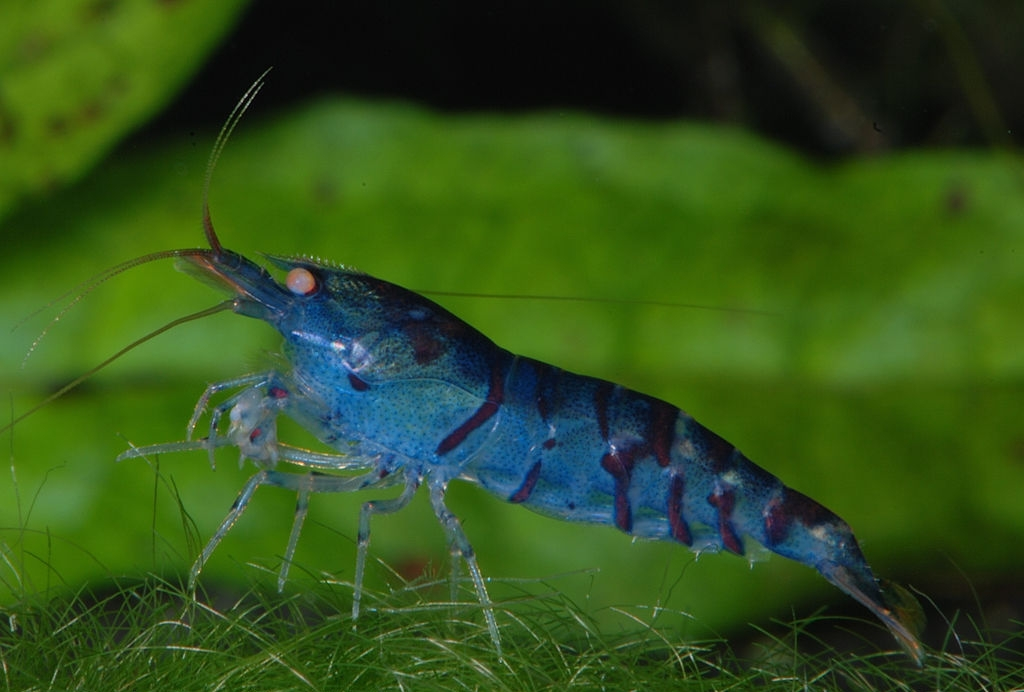
blue tiger
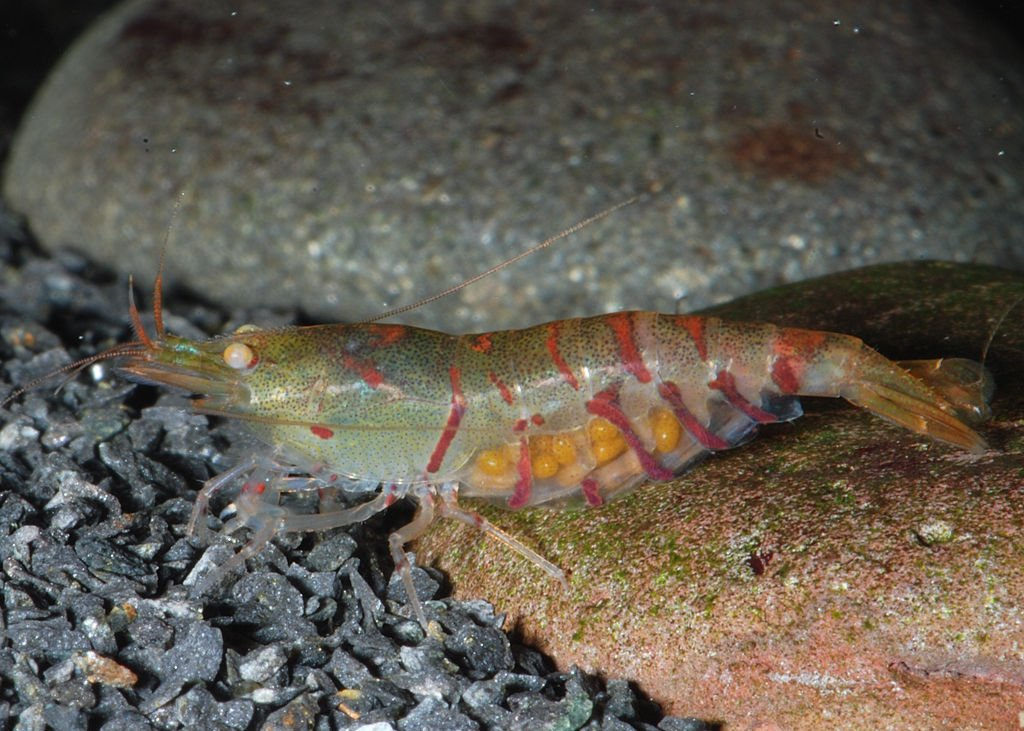
tiger
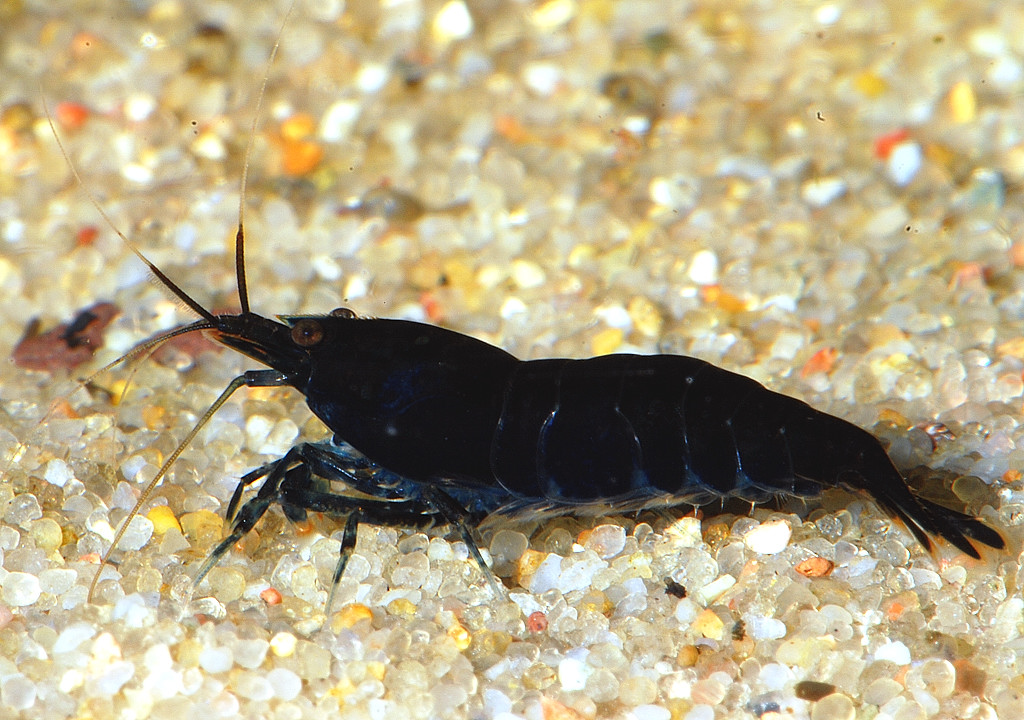
caridina cantonensis 'black tiger'
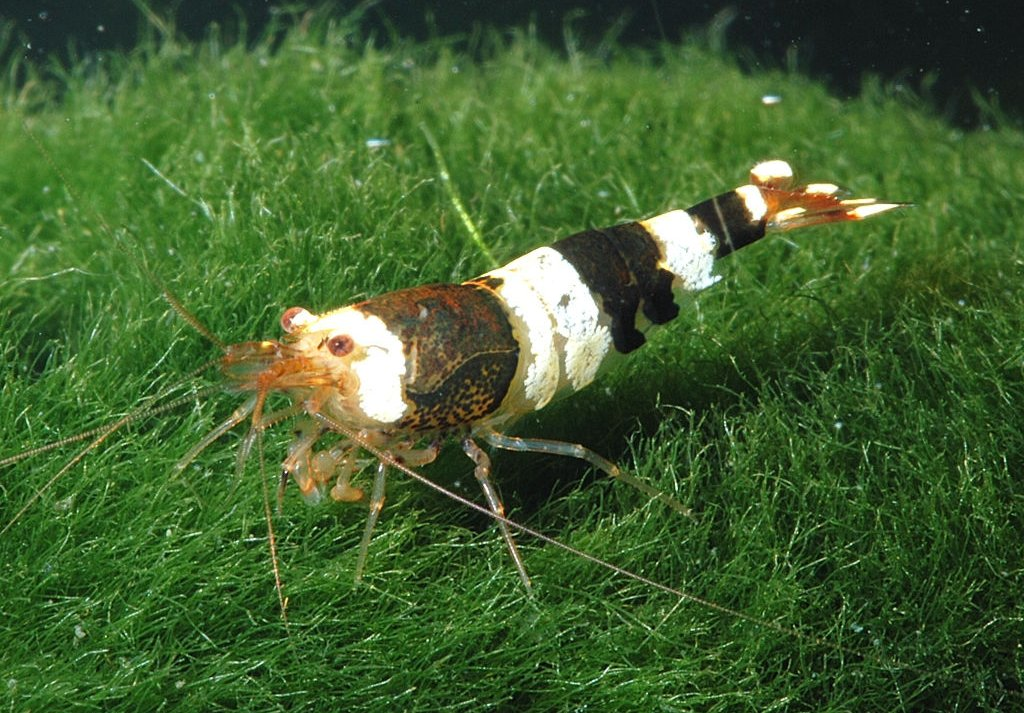
black bee